# Poetic Justice (ścieżka dźwiękowa)
Poetic Justice – oficjalna ścieżka dźwiękowa do filmu Johna Singletona Poetic Justice – Film o miłości, w którym główną i tytułową rolę zagrała Janet Jackson. W Stanach Zjednoczonych składanka osiągnęła status złotej płyty.

## Lista utworów
1. TLC - Get It Up (4:25)
2. Mista Grimm - Indo Smoke (5:24)
3. Babyface - Well Alright (4:00)
4. Usher Raymond - Call Me a Mack (4:06)
5. Tony! Toni! Toné! - Waiting For You (5:15)
6. Pete Rock & C.L. Smooth - One in a Million (4:05)
7. Cultural Revolution - Nite & Day (5:04)
8. Naughty by Nature - Poor Man's Poetry (3:00)
9. Terri & Monica - I've Been Waiting (4:20)
10. Dogg Pound - Niggas Don-t Give a Fuck (4:41)
11. 2Pac - Definition of a Thug Nigga (4:10)
12. Chaka Demus & Pliers - I Wanna Be Your Man (3:55)
13. Nice & Smooth - Cash in My Hands (3:53)
14. Stevie Wonder - Never Dreamed You'd Leave in Summer (2:55)
15. Stanley Clarke - Justice's Groove (4:35)